# إدواردو ناسيمنتو
إدواردو ناسيمنتو (بالبرتغالية: Eduardo Nascimento‏) هو مغني أنغولي، ولد في 26 يونيو 1944 في لواندا بمستعمرة أنغولا البرتغالية.

## وصلات خارجية
- إدواردو ناسيمنتو على موقع IMDb (الإنجليزية)
- إدواردو ناسيمنتو على موقع ميوزك برينز (الإنجليزية)
- إدواردو ناسيمنتو على موقع ديسكوغز (الإنجليزية)